# Solus Christus
Die lateinische Formel solus Christus (allein Christus) ist ein kurzer Ausdruck für einen theologischen Grundsatz der Reformation. Dieser Grundsatz lautet, dass Jesus Christus der alleinige Heilsmittler ist. Häufig wird dazu folgende Aussage des Neuen Testaments herangezogen: „Einer ist Gott, Einer auch Mittler zwischen Gott und den Menschen: der Mensch Christus Jesus“ (1 Tim 2,5 ).

## Evangelische Kirche
Die EKD erläuterte „solus Christus“ als einen Kernpunkt reformatorischer Theologie: In Christus allein sei Gott eindeutig zu finden, und an Christus allein soll der Mensch glauben.

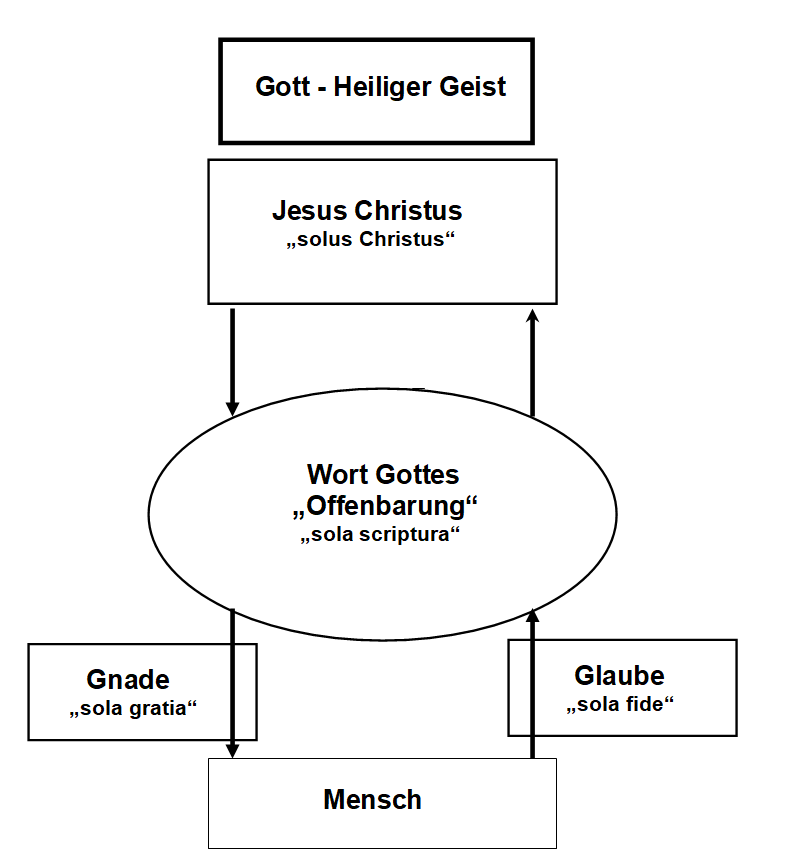
Schematische Darstellung zu Luthers Rechtfertigungslehre, modifiziert nach P. Blickle (1992)

## Katholische Kirche
Das reformatorische Prinzip alleine Christus ist in der Auseinandersetzung mit der römisch-katholischen Kirche (Heiligen- und Marienverehrung, Mitwirkung des Menschen am Heilswerk Gottes) wichtig.
Das Zweite Vatikanische Konzil betont einerseits, auf Christus verweisend: „Ein einziger ist unser Mittler“. Andererseits sagt es über die Jungfrau Maria:
„Indem sie Christus empfing, gebar und nährte, im Tempel dem Vater darstellte und mit ihrem am Kreuz sterbenden Sohn litt, hat sie beim Werk des Erlösers in durchaus einzigartiger Weise in Gehorsam, Glaube, Hoffnung und brennender Liebe mitgewirkt zur Wiederherstellung des übernatürlichen Lebens der Seelen.“
Damit drückt das Konzil den Gedanken aus, dass Maria durch Christus (!) moralische Ursache der den Menschen zufließenden Gnade ist; aber nicht etwa, dass Maria Primärursache von Gnade sei – das ist nur Gott –, ja, nicht einmal, dass sie Instrumentalursache der Gnade sei (was zum Beispiel die Menschheit Christi ist). Sondern sie ist nur moralische Ursache von Gnadenvermittlung – das heißt eine Ursache, die eine per se Ursache „appliziert“, das heißt hier: ihr etwas empfiehlt oder sie wo hereinlässt –, nämlich insofern, als der Erlöser aus ihr geboren ist. Dass die Bibel (1 Tim 2,5 ) Christus den einzigen Mittler zwischen Gott und Menschen nennt, widerspricht dem nicht, weil dies nicht ausschließt, dass es andere secundum quid (relative) Mittler gibt. So ist beispielsweise auch der Mensch, der einem von Jesus erzählt, eine Ursache der Gnadenvermittlung – sogar der Rettung – secundum quid, vgl. 1 Tim 4,16 : „Achte auf dich selbst und auf die Lehre; halte daran fest! Wenn du das tust, rettest du dich und alle, die auf dich hören.“ Wir nennen nämlich das Ursache, „was auf eine positive Weise zum Dasein eines andern beiträgt“, was laut Katholiken hier der Fall sei, wie auch bei Maria.

## Freikirchen
In seiner Definition von „Freikirchen“ verwendet Franz Graf-Stuhlhofer drei Kriterien, beginnend mit Christus allein. Den Bezug dieses Kriteriums auf die Freikirchen erläutert er folgendermaßen:
„In konsequenter reformatorischer Gesinnung wird die Errettung alleine durch den Glauben an Jesus Christus vertreten. Damit grenzt sich die Freikirche sowohl von der Volkskirche als auch von der Sekte ab, denn beide praktizierten – jedenfalls in der Vergangenheit – die Haltung ‚außerhalb der Kirche kein Heil‘.“

## Vier reformatorische „Soli“
Neben dem solus Christus („allein Christus“) stehen in den reformatorischen Kirchen die gleichfalls lateinischen Prinzipien sola scriptura (deutsch „allein durch die Schrift“), sola fide („allein durch Glaube“) und sola gratia („allein aus Gnade“).